# إد أونيل (لاعب كرة قاعدة)
إد أونيل (بالإنجليزية: Ed O'Neil)‏ هو لاعب كرة قاعدة أمريكي، ولد في 11 مارس 1859 في فول ريفر في الولايات المتحدة، وتوفي بنفس المكان في 30 سبتمبر 1892.

## وصلات خارجية
- إد أونيل على موقعبيزبول رفرنس.كوم (الدوري الرئيسي) (الإنجليزية)
- إد أونيل على موقعبيزبول رفرنس.كوم (الدوري الثانوي) (الإنجليزية)